# Джерард (окръг, Кентъки)
Окръг Джерард (на английски: Garrard County) е окръг в щата Кентъки, Съединени американски щати. Площта му е 606 km², а населението - 14 792 души (2000). Административен център е град Ланкастър.